# 아스트리드 린드그렌
아스트리드 안나 에밀리아 린드그렌(스웨덴어: Astrid Anna Emilia Lindgren, 1907년 11월 14일 ~ 2002년 1월 28일)은 스웨덴의 동화 작가이다.
저널리스트, 비서, 타이피스트 등으로 일하다가 1944년 문학상을 수상하며 작가로서 활동하게 되었다. 딸에게 즉석에서 해준 이야기에 기초한 동화 말괄량이 삐삐(내 이름은 삐삐 롱스타킹)(1945)를 간행하여 매우 유명해졌다. 
《내 이름은 삐삐 롱스타킹》은 뒤죽박죽 별장에서 혼자 사는 괴력을 가진 소녀 삐삐, 그리고 삐삐의 친구인 토미와 아니카를 중심으로 한 에피소드를 그린 것이다.
그 후에도 《미오, 나의 미오》, 《떠들썩한 마을의 아이들》, 《소년탐정 칼레》, 《라스무스와 방랑자》, 《나, 이사 갈 거야》, 《마디타》 등의 우수한 작품을 남겼다.
그 외에도 《개구쟁이 미셸》, 《꼬마 백만장자 삐삐》 등 여러 가지 동화를 지었다.